# 弯穗补血草
弯穗补血草（学名：Limonium drepanostachyum）为白花丹科补血草属下的一个种。

## 扩展阅读
- 維基物種上的相關：弯穗补血草